# Salqiu
Salqiu é um deus guerreiro da morte e dos mundos inferiores venerado pelos lusitanos. É uma deidade praticamente desconhecida do panteão lusitano e de difícil conhecimento. O único artefacto encontrado que refere este deus encontrou-se em Gouveia, na Capela da Nossa Senhora da Alegria (actual Capela de Santa Eufémia do Solar dos Serpa-Pimentel), como ara votiva consagrada por Reburrus Talabi, onde servia de suporte à pia da água benta. [carece de fontes?]
Segundo Olivares Pedreño, o principal problema para a interpretação desta inscrição prende-se com a pontuação entre as letras do teónimo. A este problema acresce o facto de ser caso único (a pontuação) relativo a invocações religiosas indígenas e à extrema raridade do teónimo estar em dativo em "-u", caso só equiparável, a sul do rio Douro, a outro achado na Estremadura espanhola (Colu).